# ブライアン・セッツァー・オーケストラ
ブライアン・セッツァー・オーケストラ（The Brian Setzer Orchestra）は、アメリカのミュージシャン、ブライアン・セッツァーが率いるビッグバンドである。通称「BSO」。

## バイオグラフィー
1992年までストレイ・キャッツで活動していたブライアン・セッツァーが、ホーン・プレイヤー達に誘われ、家の近所のジャム・セッションに参加したことがプロジェクト始動のきっかけとなった。ブライアン・セッツァー以外のメンバーは幾度となく入れ替わってきたが、近年ではオーケストラのメンバーも定着しつつある。

### 結成〜不遇の時代
結成当時はグランジが流行しており、ビッグバンドでの成功は難しい状況の中、ツアーに出て地道にライブ活動を行う。初期はジャズ色が強く、1994年にリリースされた1stアルバム『ザ・ブライアン・セッツァー・オーケストラ』は、収録曲の大半がジャズのスタンダード・ナンバーのカバーであり、セールス面も伸び悩み、レコード会社との契約も打ち切りとなった。
1995年にリリースされた2ndアルバム『ギター・スリンガー』では、オーケストラのメンバーを大幅に入れ替え、プロデューサーにはフィル・ラモーンを起用し、ジョー・ストラマーと数曲共作したため、前作よりもブライアンが思い描いていた「スウィング・ロック」に近い作品となった。当初このアルバムは日本の東芝EMIの原盤協力のもと、制作されたアルバムで、翌年にインタースコープから収録曲を大幅に変えたコンプリート盤を正式な2ndアルバムとして発表した。しかし、いずれもセールス面では伸び悩む結果であった。

### グラミー賞受賞
プロジェクト始動からしばらく成功をつかめない時期を乗り越えて制作された3rdアルバム『ダーティー・ブギ』では、ブライアン自身「自分が求めていたサウンドが表現できた作品」と称するように、ようやく目指し続けてきた音楽に到達する作品となった。結果、アルバムはストレイ・キャッツ以来15年ぶりの全米チャートのトップ・テン入りを果たし、16年ぶりのダブル・プラチナ・ディスクを獲得する大ヒットを記録した。収録曲の「ジャンプ・ジャイヴ・アン・ウェイル」と「スリープ・ウォーク」では、1999年第41回グラミー賞の最優秀ポップ・グループ、最優秀ポップ・インストゥルメンタルの2部門を獲得し、一時全米ではスウィングが一大現象となった。
その後、2000年に発表した4thアルバム『ヴァヴーム!』からもデューク・エリントンのスタンダード「キャラバン」のカバーで2001年第43回グラミー賞の最優秀ポップ・インストゥルメンタル部門を獲得した。このアルバムでのツアーから、女性コーラスが2人加わり、トリオ・パートのステージ構成が組まれるようになる。
2002年、イチローが出演したペプシのCMソングを担当。この楽曲は、歌詞を変え、「セクシー，セクシー」という曲名で日本のみ発売のベスト・アルバム、『ベスト・オブ・ザ・ビッグ・バンド』に収録された。このアルバムはオリコンチャートの10位を記録した。

### 近年
近年のブライアンは2001年にトリオのバンドで『イグニッション!』を発表して以降、ソロとしてもアルバムを発表し、ツアーを周るため、オーケストラの活動は以前に比べると散漫であるが、しきりに新譜を発表し、精力的に活動している。
2002年に『ブギ・ウギ・クリスマス』、2003年にEP盤でミニアルバム『ラック・ビー・ア・レイディー』(この二枚は2006年にまとめて一枚のアルバムとして発売)、そして2006年に『ディグ・ザット・クレイジー・クリスマス』と、クリスマス・アルバムを発表。これを機にクリスマス・ツアーを頻繁に行うようになり、ニューヨークの恒例行事であるロック・フェラー・センターのツリー点灯式にもたびたび出演している。
2007年、クラシックの曲を自己流にアレンジしたカバー・アルバム『ウルフギャングズ・ビッグ・ナイト・アウト』をリリース。
2009年、フィルム・ノワールやクライム・ノヴェルをテーマにしたアルバム『ソングス・フロム・ロンリー・アヴェニュー』を発表。

## その他
- 上記のイチローのCMソングを担った事で、イチローからサイン入りのシャツとボールを贈られた（ブライアンは大の野球好きである）。
- 2006年、当時の小泉純一郎首相が訪米した際に開かれたホワイトハウスでの歓迎パーティーで演奏した。

## ディスコグラフィ
- ザ・ブライアン・セッツァー・オーケストラ - The Brian Setzer Orchestra（1994年）
- ギター・スリンガー - Guitar Slinger（1996年）
- ダーティー・ブギ - The Dirty Boogie（1998年）
- ヴァヴーム! - Vavoom!（2000年）
- ジャンピン・イースト・オブ・ジャワ〜ライヴ・イン・ジャパン - Jumpin' East of Java（2001年）
- ベスト・オブ・ザ・ビッグ・バンド - Best of The Big Band（2002年）
- ブギ・ウギ・クリスマス - Boogie Woogie Christmas（2002年）
- ブギ・ウギ・クリスマス+ラック・ビー・ア・レイディEP (2006年)
- アルティメット・コレクション ライヴ・ベスト - The Ultimate Collection Live （2004年）
- ディグ・ザット・クレイジー・クリスマス - Dig That Crazy Christmas（2005年）
- ウルフギャングズ・ビッグ・ナイト・アウト - Wolfgang's Big Night Out（2007年）
- ソングス・フロム・ロンリー・アヴェニュー - Songs From Lonely Avenue（2009年）

## 日本公演
1994年
4月1日：東京厚生年金会館
1999年
11月1 - 3日：中野サンプラザ、11月4日：赤坂BLITZ、11月6日 Zepp Osaka、11月7日：宜野湾海浜公園屋外劇場
2001年
2月17日：Zepp Fukuoka、2月18日：Zepp Osaka、2月20日：愛知厚生年金会館、2月21 - 22日：赤坂BLITZ、2月24 - 25日：渋谷公会堂
2002年
5月24日：神奈川県民ホール、5月25日：Zepp Tokyo、5月27日：広島郵便貯金ホール、5月28日：Zepp Fukuoka、5月29日：Zepp Osaka、5月30日：愛知県勤労会館、6月1 - 2日：赤坂BLITZ、6月3日：NHKホール、6月5日：渋谷公会堂
2003年
10月22 - 23日：渋谷公会堂、10月25日：Zepp Sendai、10月26日：名古屋市公会堂、10月28 - 29日：なんばHatch、10月30日：広島厚生年金会館、11月1 - 2日：Zepp Tokyo、11月3日：パシフィコ横浜国立大ホール
2004年
11月28日：Zepp Tokyo、11月29日：渋谷公会堂、12月1日：神奈川県民ホール、12月2日：Zepp Sendai、12月4 - 5日：Zepp Tokyo、12月6日：名古屋市公会堂、12月8 - 9日：なんばHatch、12月10日：Zepp Fukuoka
2009年
1月25日：愛知県芸術劇場、1月26日：石川厚生年金会館、1月27日：大阪厚生年金会館、1月29日：福岡市民会館、1月30日：アステールプラザ、2月1 - 2・4 - 5日：渋谷C.C.Lemonホール、2月7日：神奈川県民ホール
2014年
5月12日：なんばHatch、5月13日：アステールプラザ、5月15日：名古屋市公会堂、5月16日,19 - 20日：渋谷公会堂、5月22日：東京エレクトロンホール宮城、5月24日：ニトリ文化ホール
2018年
1月24日：二トリ文化ホール、1月26日：東京エレクトロンホール宮城、1月29 - 30日：TOKYO DOME CITY HALL、2月2日：なんばHatch、2月5日：福岡国際会議場メインホール、2月7日：広島JMSアステールプラザ大ホール、2月8日：名古屋センチュリーホール